# Discosoma molle
Discosoma molle är en korallart som först beskrevs av Couthouy in Dana 1846.  Discosoma molle ingår i släktet Discosoma och familjen Discosomatidae. Inga underarter finns listade i Catalogue of Life.